# Mi vuelta a la vida
Mi vuelta a la vida (It's Not About the Bike: My Journey Back to Life) es un libro autobiográfico publicado en el año 2000 por el ciclista Lance Armstrong con Sally Jenkins.
El libro fue escrito poco después de que Armstrong había ganado el Tour de Francia 1999: pasó a ganar seis veces más en años sucesivos, realizando un récord que finalmente sería anulado por dopaje. En 1996, había sido diagnosticado con cáncer testicular, que se extendió a sus pulmones, el abdomen y el cerebro, y se le dio sólo un 40 por ciento de probabilidades de sobrevivir. 
El libro cubre la historia desde la infancia hasta el Tour de 1999, y el posterior nacimiento de su primer hijo. Una entrega autobiográfica posterior, titulado Vivir cada segundo (Every Second Counts), y también con Sally Jenkins como coautora, sigue el relato hasta su victoria en el Tour de 2003.